# Marcus Simming den äldre
Marcus Johannis Simming den äldre, född 12 maj 1621 i Simtuna prästgård, död 27 juni 1690, var en svensk präst och riksdagsman.

## Biografi
Marcus Simming var son till Johannes Marci Bullernæsius och Ingeborg Andersdotter. 1639 började han studera vid Uppsala universitet, blev magister primus 1649 och prästvigdes året därpå samt började undervisa som adjunkt. Han blev vice pastor i Uppsala 1652,  kyrkoherde i Ovansjö socken 1655, inspektor för skolan i Gävle 1666, kyrkoherde i Riddarholmens församling 1669 samt från 1672 därtill i Bromma församling. 1672 lämnade han Stockholm för en tjänst som kyrkoherde i Västra Vingåker där han också var kontraktsprost.
Simming var riksdagsman 1655, 1675, 1680 och 1689.
Simmings andra hustru var Sara Troilia, dotter till Stormor i Dalom. I det äktenskapet föddes Erik Simming, adlad Simmingsköld, och Uno Simming som var far till namnen Marcus Simming den yngre. Hans första hustru var Anna Stiernman, en sondotter till Nicolaus Olai Bothniensis. En son i andra äktenskapet, Johan Simming, blev stamfader för den adopterade grenen av Simmingsköld. Sammanlagt hade Simming tolv barn.